# Elżbieta Zakrocka
Elżbieta Maria Zakrocka z domu Kleinschmidt (ur. 6 września 1949 w Łodzi, zm. 22 kwietnia 2018 tamże) – polska ekonomistka i polityk, posłanka na Sejm PRL IX kadencji.

## Życiorys
Córka Janusza i Janiny. Od 1967 była elektromonterem w Zakładach Przemysłu Bawełnianego im. Obrońców Pokoju „Uniontex” w Łodzi. W 1968 wstąpiła do Polskiej Zjednoczonej Partii Robotniczej. Działała także w Związku Młodzieży Socjalistycznej, od 1971 do 1973 była wiceprzewodniczącą zarządu zakładowego w „Uniontex”, była także członkiem plenum zarządu łódzkiego. Należała również do Związku Socjalistycznej Młodzieży Polskiej. Od 1973 radna Rady Narodowej miasta Łodzi, pełniła również mandat radnej Wojewódzkiej Rady Narodowej. W 1977 została sekretarzem ds. organizacyjnych Komitetu Zakładowego PZPR, w 1982 sekretarzem ds. ekonomicznych, ponadto w 1983 została członkiem plenum i egzekutywy KZ w zakładach „Uniontex”.
W 1981 została mistrzem w Nawijalni Silników Elektrycznych, a w 1983 zastępcą kierownika w Dziale Organizacyjno-Ekonomicznym. W 1982 wybrano ją do Rady Społeczno-Gospodarczej przy Sejmie PRL. W 1983 uzyskała tytuł zawodowy magistra ekonomii w Wyższej Szkole Nauk Społecznych przy KC PZPR.
W latach 1985–1989 pełniła mandat posłanki na Sejm PRL IX kadencji w okręgu Łódź-Śródmieście, zasiadając w Komisji Ochrony Środowiska i Zasobów Naturalnych oraz w Komisji Polityki Społecznej, Zdrowia i Kultury Fizycznej.
26 października 2005 objęła mandat radnej miasta Łódź (z ramienia Sojuszu Lewicy Demokratycznej) w miejsce Sylwestra Pawłowskiego, który został wybrany do Sejmu. W 2006 bez powodzenia ubiegała się o reelekcję z listy Lewicy i Demokratów. W 2010 z listy SLD także nie uzyskała mandatu.
Pochowana na cmentarzu na łódzkim Zarzewie.

## Odznaczenia
- Srebrny Krzyż Zasługi
- Srebrne Odznaczenie im. Janka Krasickiego
- Brązowe Odznaczenie im. Janka Krasickiego
- Honorowa Odznaka Miasta Łodzi
- Medal „Za Zasługi dla ZMS”